# Kenneth Patchen
Kenneth Patchen (13. prosince 1911 – 8. ledna 1972) byl americký básník a romanopisec.
Narodil se ve městě Niles v Ohiu a studoval na experimentální škole při Wisconsinské univerzitě v Madisonu; ještě během studií byla jedna z jeho básní otištěna v The New York Times. Na školu se dostal díky fotbalovému stipendiu, ale kvůli zranění musel po roce odejít. Později cestoval a pracoval například v Arkansasu a Louisianě, žil v New Yorku a v roce 1933 se v Bostonu seznámil s Miriam Oikemus, svou pozdější manželkou (od 1934). Spolu žili mezi New Yorkem a Kalifornií, od roku 1947 v malém domku v Connecticutu, v roce 1951 odešli do Kalifornie, nejprve do San Francisca a v roce 1957 do Palo Alto, kde žil až do své smrti.
Svou první sbírku básní Before the Brave vydal v roce 1936 u Random House. Téhož roku získal Guggenheimovo stipendium. Další sbírka, nazvaná First Will and Testament, vyšla v roce 1939 u New Directions Publishing. Roku 1968 vyšly pod názvem The Collected Poems of Kenneth Patchen jeho sebrané básně. Kromě básní napsal také několik experimentálních románů, včetně The Journal of Albion Moonlight (1941) a The Memoirs of a Shy Pornographer (1945). V roce 1942 spolupracoval se skladatelem Johnem Cagem na rozhlasové hře The City Wears a Slouch Hat. Vyšlo také několik desek, na nichž čte své básně za doprovodu jazzové hudby.
V češtině vyšel v roce 1979 výbor z jeho poezie pod názvem Když jsme tu byli spolu v překladu Jana Zábrany a je rovněž zastoupen v antologii Horoskop orloje (1987).